# اچ‌ام‌اس پرینسس (۱۶۶۱)
اچ‌ام‌اس پرینسس (۱۶۶۱) (به انگلیسی: HMS Princess (1661)) یک کشتی بود که طول آن ۱۰۵ فوت (۳۲٫۰ متر) بود.